# Uljanovska oblast
Uljanovska oblast (rusko Улья́новская о́бласть) je oblast v Rusiji v Privolškem federalnem okrožju. Na severu meji na republiki Čuvašija in Tatarstan, na vzhodu na Samarsko oblast, na jugu na Saratovsko oblast in na zahodu na Penzensko oblast in republiko Mordvinijo. Ustanovljena je bila 19. januarja 1943.